# Hiporehabilitační kůň
Hiporehabilitační kůň je označení pro koně využívané pro hiporehabilitaci, tedy pro všechny aktivity a terapie v oblastech, kde se setkává kůň a člověk se zdravotním znevýhodněním nebo specifickými potřebami. Pro účely hiporehabilitace se využívají koně speciálně vybraní a připravení.

## Výběr vhodného koně pro hiporehabilitaci
Obecně se nedá říct, které plemeno koní je pro práci v hiporehabilitaci nejvhodnější. Ze zkušenosti ze Specializačních zkoušek pro koně a pony zařazené do hiporehabilitace (dále jen Zkoušky koní) jsou nejpočetněji zastoupeni koně v užitkovém typu (teplokrevný, chladnokrevný, pony) a kříženci, méně zastoupeni jsou zástupci plemen český teplokrevník, slovenský teplokrevník, anglický plnokrevník, starokladrubský kůň, hucul, hafling, merénský kůň, českomoravský belgik, norik, slezský norik, shetlandský pony, velšský pony, český sportovní pony, minihorse atd.).
Dle Řádu na ochranu zvířat při veřejném vystoupení koní – při hiporehabilitačních činnostech organizovaných ČHS (dále jen Řád), smí pracovat v hiporehabilitaci pouze klisny a valaši, hřebci se používat nesmí. Důležitým hlediskem je věk koně. Dle Řádu smí v hiporehabilitaci pracovat pouze kůň starší 5 let. Tento požadavek souvisí s psychickou vyzrálostí koně. Mladší kůň se může na práci v hiporehabilitaci připravovat se zkušenějším starším koněm. Vždy je třeba mít na paměti, že potřebuje více času na odpočinek a nemůže pracovat na plný úvazek jako jeho zkušenější kolega. Dalším hlediskem je charakter koně a jeho zdravotní stav. Jedním z kritérií, která se hodnotí i při Zkouškách koní, je tolerance koně k dotykům po celém těle, k různým zvukovým projevům atd. Vždy je třeba si uvědomit, do kterého oboru HR bude kůň zařazen. Jinak bude vypadat výběr a požadavky na koně pro hipoterapii (HT), jinak pro psychoterapii pomocí koní (PPK) či aktivit s využitím koní (AVK).
Pryč jsou doby, kdy byli do hipoterapie zařazováni koně vyřazení z jiných aktivit z různých zdravotních důvodů (kulhání, bolavý hřbet atd.). Při výběru se zaměřujeme na posuzování temperamentu koně, do terapie a aktivit se zapojují koně s různým typem temperamentu. Protože se v terapii a aktivitách využívá interakce člověk – kůň, zajímá nás i postavení v sociální hierarchii stáda koní, jeho dominance nebo submisivitita, které mohou odrážet chování a reakce koně jako zrcadlo ve vztahu k člověku.

### Hlediska výběru koně pro hipoterapii
Pro hipoterapii je základním požadavkem při výběru koně korektní exteriér s vynikající mechanikou pohybu v kroku, kvalitní pohyb hřbetu při zachování pružnosti hřbetu pod handicapovaným klientem, dále dobrý charakter ve vztahu k člověku a přiměřený temperament (vhodné jsou neurotypy sanqvinik a flegmatik).

### Hlediska výběru koně pro AVK a PPK
Pro oblast AVK a PPK je základním požadavkem výborný charakter koně při kontaktu s člověkem a korektní mechanika pohybu, dobrý zdravotní stav a psychická odolnost.

## Výcvik koně v hiporehabilitaci
Výcvik koně je daný několika faktory:
- věk koně
- stupeň výcviku
- minulost koně
- temperament a inteligence koně

Jeho výcvik závisí hlavně na podmínkách a věku, ve kterém/ze kterých jej získáme. Příprava mladého („zeleného“) koně, kterého si od začátku budeme připravovat a formovat podle vlastních potřeb, bude určitě jiná, než práce s koněm, který už prodělal nějakou formu výcviku (ať již byla jakákoli = práce ze země, jezdecká průprava, zápřahová práce, aj.). Velkou výhodou přípravy mladého koně, kterého máme od počátku výcviku (nejlépe od narození) u sebe je to, že víme, co se s koněm dělo a děje. U těchto koní pracujeme především na podpoře sebedůvěry, posilování jistoty a pocitu bezpečí, odbourávání nežádoucích projevů chování a budování vzájemného respektu.
Příprava koně, který již má něco za sebou a přichází s určitými návyky a zkušenostmi je odlišnější. V tomto případě se ve výcviku zaměřujeme hlavně na speciální výcvik pro HR. Dovednosti, které již kůň zná a umí, se mohou prohlubovat a rozšiřovat. Nicméně v této kategorii koní je důležité mít na paměti, že ne vždy se nám do rukou dostane perfektní jedinec. Většinou se setkáme s určitými vlastnostmi, které bude potřeba formulovat a napravovat, což není vždy úplně jednoduchá práce.
U všech koní je nutné, aby si na práci zvykali pomalu a nenásilně. Zpočátku je vhodné zařadit práci ve dvojici (nováčka zaučujeme se zkušenějším koněm). Tuto část výcviku rozhodně není dobré uspěchat. Koni musíme nechat prostor, aby pochopil, co po něm chceme a práce se mu stala zábavou, kterou bude vyžadovat a ne dělat z donucení. Postupné zapojování koně do práce by nemělo probíhat dříve jak po 3 měsících intenzivního výcviku – to v případě, že připravujeme koně, který již má za sebou základní výcvik (odpovídající možnostem koně). Příprava mladého koně trvá samozřejmě déle – v tomto případě záleží také na zkušenostech a odhadu toho, kdo koně připravuje.
Výcvik se skládá z práce ze země, z práce pod sedlem, z přípravy pro práci potřebné pro vykonávání HR, práce na dvou lonžích, lonžování, zápřahu a těžkého tahu.

## Zatížení koně, welfare koní v hiporehabilitaci
Hledisko zatížení koní v HR je velmi důležitým faktorem ovlivňujícím výkonnost koně, jeho upotřebitelnost a jeho schopnost snášet nároky kladené na něj v rámci hiporehabilitace. Je třeba si uvědomit, že fyzické zatížení koní v HR není vysoké, ale psychická zátěž je enormní. Tomu je třeba věnovat velkou pozornost, aby nedošlo k přetížení koně. Koně zařazené do HR můžeme k práci v HR lekcích využívat jen velmi omezenou dobu denně. Délka jeho využití je závislá především na druhu HR práce a na cílové skupině, se kterou koně pracují.
- Využití koně v PPK – max. 2 hodiny denně
- Využití koně v HT – max. 4 hodiny denně s řádnou minimálně dvouhodinovou přestávkou na odpočinek po 2 hodinách činnosti
- Využití koně v AVK – max. 3,5 hodiny. Délka lekcí a tedy souvislého využití koně se liší podle cílové skupiny, se kterou kůň pracuje:
- Uživatelé s mentálním postižením – max. 1,5 hodiny denně s řádnou minimálně hodinovou přestávkou na odpočinek po 30 minutách činnosti
- Uživatelé se specifickými poruchami chování – max 2 hodiny denně s řádnou minimálně dvouhodinovou přestávkou na odpočinek po každé hodině činnosti
- Ostatní cílové skupiny – max. 3,5 hodiny denně s řádnou minimálně půlhodinovou přestávkou na odpočinek po každé hodině činnosti

Obecně by měl po souvislé HR práci následovat odpočinek a relaxace ve společnosti ostatních koní min. 2 hodiny, a to pokud možno ve výběhu či pastvině. Po uplynutí této doby je schopen vykonávat další činnosti spojené s přípravou koně (jízdárenský výcvik, vyjížďka do přírody atd.). 1× týdně by měl mít volno ve společnosti ostatních koní na pastvině či výběhu. Pokud to provozní podmínky střediska dovolují, je vhodné dát koním tzv. duševní prázdniny, min. 14 dní v letních měsících a 14 dní v zimě. V těchto termínech by koně neměli přijít do styku s žádnými klienty/pacienty/uživateli, aby měli možnost si psychicky odpočinout. Při dodržení těchto pravidel, respektování potřeb koně a jeho správném výcviku, můžeme mít koně, na kterého bude spolehnutí, bude s námi ochotně spolupracovat a práce v hiporehabilitaci bude mít smysl.

## Licence hiporehabilitačních koní
Smyslem Specializační zkoušky pro koně a pony zařazené do hiporehabilitace neboli licence hiporehabilitačních koní ČHS je prověřit, zda vlastnosti a získané dovednosti koně/ponyho vyhovují potřebám hiporehabilitace, a potvrdit jeho vhodnost pro využití v jednotlivých oborech hiporehabilitace. Licence hiporehabilitačních koní jsou dalším důležitým krokem pro uznání hiporehabilitace jako léčebné a pedagogické metody a metody nacházející uplatnění v sociální oblasti. Licence je vytvořena Českou hiporehabilitační společností a první středisko se na ní přihlásilo v roce 2011.
Zkouška je složená z několika částí a má jiné požadavky na koně a pony, kteří pracují v hipoterapii (HT) a jiné pro ty, kteří pracují v psychoterapii pomocí koní (PPK), aktivitách s využitím koní (AVK) a v kontaktní terapii. Zkouška je zaměřená především na posouzení charakteru koně/ponyho a ochoty spolupracovat s člověkem (AVK, PPK, HT, kontaktní terapie) a v případě využití koně pro hipoterapii na posouzení mechaniky pohybu a práce hřbetu.
Koně a pony, kteří zkoušku úspěšně složí, obdrží licenci pro zařazení do HT, PPK, AVK nebo kontaktní terapie. Získaná licence je vázána na žadatele specializační zkoušky. Při změně působiště koně/ponyho může jeho nový majitel/provozovatel zažádat o přezkoušení.